# Siginka
Siginka – część wsi Widze Łowczyńskie na Białorusi, w obwodzie witebskim, w rejonie brasławskim, w sielsowiecie Widze.
Dawniej Syginka.

## Historia
W czasach zaborów w granicach powiatu nowoaleksandrowskiego Imperium Rosyjskiego.
W latach 1921–1945 ówczesny zaścianek leżał w Polsce, w województwie nowogródzkim (od 1926 w województwie wileńskim), w powiecie brasławskim, w gminie Widze.
Według Powszechnego Spisu Ludności z 1921 roku zamieszkiwało tu 40 osób, 29 było wyznania rzymskokatolickiego, 9 staroobrzędowego a 2 mojżeszowego. Jednocześnie 29 mieszkańców zadeklarowało polską przynależność narodową, 9 białoruską a 2 żydowską. Było tu 5 budynków mieszkalnych. W 1931 w 1 domu zamieszkiwało 6 osób.
Miejscowość należała do parafii rzymskokatolickiej w Widzach. Podlegała pod Sąd Grodzki w Turmoncie i Okręgowy w Wilnie; właściwy urząd pocztowy mieścił się w Widzach.